# میرت رولوینک
میرت رولوینک (انگلیسی: Mirte Roelvink؛ زادهٔ ۲۳ نوامبر ۱۹۸۵) بازیکن فوتبال اهل پادشاهی هلند است.
از باشگاه‌هایی که در آن بازی کرده‌است می‌توان به باشگاه فوتبال اف‌سی‌آر ۲۰۰۱ دویسبورگ اشاره کرد.
وی همچنین در تیم ملی فوتبال زنان هلند بازی کرده‌است.